# Schönberg am Kamp
Schönberg am Kamp là một thị xã thuộc huyện Krems-Land trong bang Niederösterreich.